# Napalm

North American F-100 Super Sabre lanzando napalm en un ejercicio de entrenamiento.

El napalm o gasolina gelatinosa es un combustible que produce una combustión más duradera que la de la gasolina simple. Esta característica ha hecho que sea utilizado por algunos ejércitos en varias guerras. El nombre napalm procede del acrónimo de ácido nafténico y ácido palmítico, con los que se fabrica.

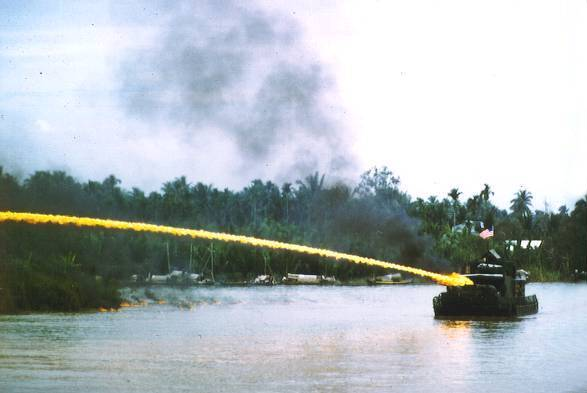
El ejército estadounidense usando napalm en Vietnam.

El napalm arde a temperaturas que van desde 800 a 1200 °C. Se quema durante más tiempo que la gasolina, se dispersa más fácilmente y se adhiere a sus objetivos. Estos rasgos lo hacen efectivo y controvertido. Se ha desplegado ampliamente desde el aire y desde la tierra, siendo el mayor uso a través de bombas lanzadas desde el aire en la Segunda Guerra Mundial en los ataques incendiarios en ciudades japonesas en 1945. Fue utilizado también para uso de apoyo aéreo cercano en la primera guerra de Indochina, la guerra de Corea y la segunda guerra de Indochina. El napalm también ha alimentado la mayoría de los lanzallamas (basados en tanques, barcos e infantería) utilizados desde la Segunda Guerra Mundial, dándoles un alcance mucho mayor, y era un arma común de combate urbano por ambos, el Eje y los Aliados, en la Segunda Guerra Mundial.
En 1972, durante la guerra de Vietnam, un reportero vietnamita capturó una fotografía en la que se ve a unos niños que huían del napalm lanzado por la fuerza aérea de  de Vietnam del sur En el centro de la imagen puede verse a una niña llamada Phan Thi Kim Phuc. La foto, publicada por varios periódicos tres días después, impactó por su representación de la guerra. Según The New York Times, la foto «alimentó el creciente sentimiento antibélico en Estados Unidos y tal vez apresuró el final de la guerra».

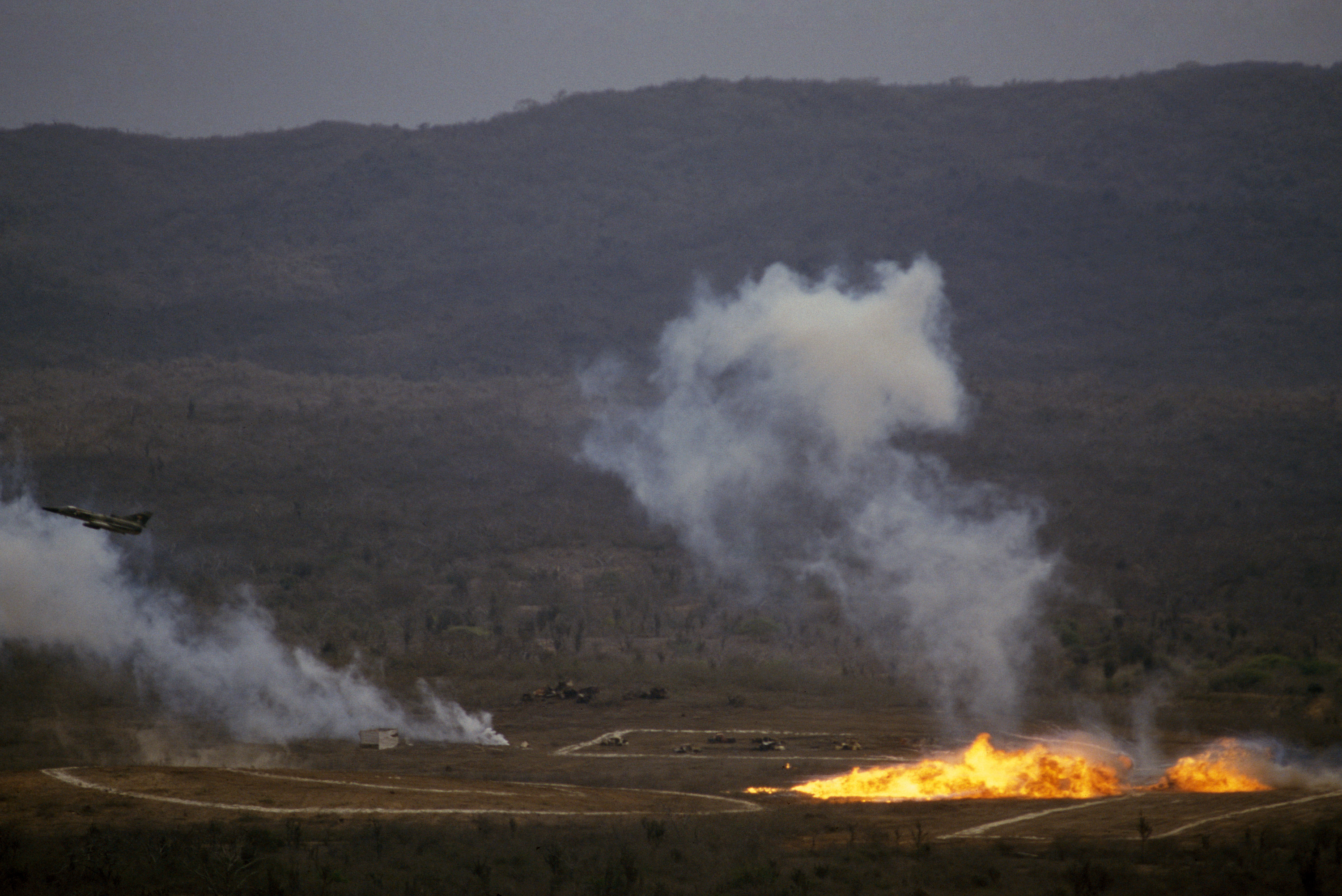
IAI Kfir de la FAE atacando un objetivo con napalm durante los ejercicios Blue Horizon.

## Historia
Durante la Segunda Guerra Mundial, los Aliados y la Alemania nazi utilizaron la gasolina como arma en lanzallamas, ya que solamente la gasolina era un rápido y eficaz dispositivo incendiario. Una sustancia adicional era necesaria para producir una combustión de gran alcance y persistencia pero que no se consumiera velozmente.
El primer uso estratégico registrado de bombas incendiarias de napalm se produjo en un ataque de la US Army Air Force (USAAF) sobre Berlín el 6 de marzo de 1944, utilizando bombas incendiarias estadounidenses AN-M76 con relleno PT-1 (Pyrogel). El primer uso táctico conocido por la USAAF fue por el 368th Fighter Group, Ninth Air Force al noreste de Compiègne, Francia 27 de mayo de 1944 y los De Havilland Mosquito FB Mk. VIs del N.º 140 Wing RAF, Second Tactical Airforce el 14 de julio de 1944, que también empleó el incendiario AN-M76 en un ataque de represalia contra la 17.ª División SS Panzergrenadier "Götz von Berlichingen" en Bonneuil-Matours. Soldados de esta unidad de las Waffen SS habían capturado y luego asesinado a un prisionero de guerra del SAS británico, el teniente Tomos Stephens, que participaba en la Operación Bulbasket, y a siete combatientes de la resistencia francesa local. Aunque no se sabía en el momento del ataque aéreo, otros 31 prisioneros de guerra de la misma unidad del SAS, y un aviador estadounidense que se había unido a la unidad del SAS, también habían sido ejecutados.
Aunque los investigadores habían encontrado maneras de hacer gasolina convertida en gelatina, muchas de ellas requerían de caucho como componente principal, que durante tiempos de guerra era una materia escasa. En 1942, investigadores de la Universidad de Harvard (conducida por Louis Fieser) y el cuerpo químico del Ejército de los Estados Unidos encontró la solución: el napalm.
Las bombas incendiarias que usaban el napalm como su combustible fueron utilizadas en el bombardeo contra la ciudad alemana de Dresde y contra Japón.
Después de la guerra, el refinamiento y el desarrollo adicionales del napalm fueron emprendidos por el Gobierno de los Estados Unidos y sus laboratorios afiliados.
Varios países han hecho uso del napalm durante conflictos armados. Las fuerzas armadas de Grecia lo utilizaron durante la guerra civil griega, las fuerzas de paz de la ONU lo utilizaron en la guerra de Corea [cita requerida], Marruecos en el Rif y la guerra del Sahara Occidental, entre otros. Sin embargo es el Ejército de los Estados Unidos el que más se ha servido de este elemento durante sus numerosas incursiones militares como en la guerra de Vietnam o en la guerra de Irak o suministrándosela al Ejército Dominicano de Rafael Leónidas Trujillo, en la expedición del 14 de junio o al ejército de Fulgencio Batista durante la Revolución Cubana.
El napalm ha sido recientemente utilizado en Villarica, República de Colombia (1953-54), el Sahara Occidental (1976-77), Irán (1980-88), Israel (1967, 1982), Brasil (1972), Nigeria (1969), Egipto (1973), Chipre (1974), Argentina (1982), Irak (1980-88, 1991), Serbia (1994), Turquía (1974, 1997), El Salvador (1980-1992) y Angola. Además, fue la principal arma usada por el dictador etíope Mengitsu para sofocar las insurrecciones eritreas.

#### La niña del napalm
El 8 de junio de 1972, durante la guerra de Vietnam, un avión de la Fuerza Aérea de la República de Vietnam lanzó varias bombas de napalm en la zona de la población de Trang Bang. Refugiada en una pagoda se encontraba Kim, de nueve años, con su familia. Tuvieron que huir de allí, por lo cual corrieron a la carretera, donde vio como un avión se dirigía hacia ella y de repente el fuego quemó toda su vestimenta. Salió corriendo mientras su piel se descascaraba por efecto del napalm, que había quemado dos terceras partes de su cuerpo.
Mientras corría por la carretera, el fotógrafo vietnamita Nick Ut captó la icónica imagen sin que ella se diera cuenta. Luego la llevó al hospital de la zona, pero no querían recibirla por no saber cómo tratarla. Nick se identificó como fotógrafo de Associated Press y amenazó con decir a los periódicos al día siguiente que la niña no había recibido atención. Los médicos cubrieron entonces sus heridas y al día siguiente la trasladaron al Hospital de Niños de Saigón, mientras su familia desconocía su paradero, pues la habían perdido en la carretera. Pero en el Hospital de Niños tampoco supieron cómo tratarla y la trasladaron a la morgue a que esperara su muerte. Décadas después, un médico especialista en napalm le explicó que las vendas y la falta de tratamiento le salvaron la vida pues el napalm reacciona al contacto con el oxígeno y vuelve a combustionar, en cambio, estuvo tres días tirada en la morgue, con el químico apagándose. Finalmente, su hermano la encontró y la llevaron entonces a otro hospital, donde estuvo internada más de un año, durante el cual sería sometida a numerosas operaciones de injertos de piel y posteriormente a años de terapia.
Kim ha descrito su experiencia: «el napalm es el dolor más terrible que se pueda imaginar... el agua hierve a 100 grados Celsius, el napalm genera temperaturas de 800 a 1200 grados centígrados». La influencia de la foto tomada por Nick fue tal, que algunos historiadores han considerado que la imagen ayudó a frenar la guerra en Vietnam.

## Desarrollo
El uso del fuego en la guerra tiene una larga historia. El fuego griego, también descrito como "fuego pegajoso" (πῦρ κολλητικόν, pýr kolletikón), se cree que tenía una base de petróleo. El desarrollo del napalm se precipitó por el uso de mezclas gelificadas de gasolina por parte de las Fuerzas aliadas durante la Segunda Guerra Mundial. El uso de sales de aluminio de ácidos orgánicos (Sal de Ionov, con espesante OP-2) para la preparación de mezclas viscosas incendiarias ya fue realizado por los soviéticos en 1939, con gran aceptación por parte del Ejército Rojo. El látex, utilizado en estas primeras formas de dispositivos incendiarios, empezó a escasear, ya que el caucho natural era casi imposible de obtener después de que el Ejército japonés capturara las plantaciones de caucho en Malasia, Indonesia, Vietnam y Tailandia.
Esta escasez de caucho natural llevó a los químicos de empresas estadounidenses como DuPont y Standard Oil, y a los investigadores de la Universidad de Harvard, a desarrollar una alternativa sintetizada en fábricas-laboratorio: caucho artificial para todos los usos, incluidos los neumáticos de los vehículos, las orugas de los tanques, las juntas, las mangueras, los suministros médicos y la ropa de lluvia. Un equipo de químicos dirigido por Louis Fieser en la Universidad de Harvard fue el primero en desarrollar napalm sintético durante 1942. "La producción de napalm se encargó primero a Nuodex Products, y a mediados de abril de 1942 habían desarrollado un polvo marrón y seco que no era pegajoso por sí mismo, pero que al mezclarlo con gasolina se convertía en una sustancia extremadamente pegajosa e inflamable." Uno de los colegas de Fieser sugirió añadir fósforo a la mezcla, lo que aumentaba la "capacidad de penetrar profundamente [...] en la Musculatura, donde continuaría ardiendo día tras día. "
El 4 de julio de 1942, la primera prueba tuvo lugar en el campo de fútbol cercano a la Escuela de Negocios de Harvard. Las pruebas en condiciones operativas se llevaron a cabo en el Campo de Pruebas Jefferson en edificios agrícolas condenados y, posteriormente, en el Campo de pruebas Dugway en edificios diseñados y construidos para representar los que se encontrarían en las ciudades alemanas y japonesas. Esta nueva mezcla de productos químicos se utilizó ampliamente en la Segunda Guerra Mundial en bombas incendiarias y en lanzallamas.

## Características químicas
En origen era ácido fosfórico, más tarde se usaron jabones de aluminio de ácidos nafténicos y del aceite de palma. Al mezclar el jabón de aluminio con gasolina se obtiene un gel de gasolina. Esto produce una sustancia altamente inflamable y que arde lentamente. Puede apagarse mediante la inmersión total en agua o con privación de oxígeno, pero en cualquier otro caso arde indefinidamente. Es posible encenderlo con cualquier componente que haga ignición con la gasolina normal.
Una de las empresas que lo fabrica es la Dow Chemical Company.
El nuevo napalm, "Napalm B" contiene benceno y poliestireno para estabilizar la base de la gasolina.
El napalm es capaz de incinerar todo tipo de material, dejando edificios y objetos quemados gracias a su capacidad de expandirse por el oxígeno.

## Producción
Entre 1965 y 1969, la compañía Dow Chemical Company produjo napalm para el ejército estadounidense. Después de que llegaran noticias de los terribles efectos del napalm a la opinión pública, Dow Chemical sufrió boicots a sus productos. La dirección de la compañía decidió que su principal obligación era con el gobierno. Mientras tanto, el napalm B se convirtió en un símbolo de la guerra de Vietnam.

## Efectos antipersonal
Cuando se usa como parte de un arma incendiaria, el napalm puede causar graves quemaduras (desde superficiales hasta subdérmicas), asfixia, pérdida del conocimiento y la muerte. En esta implementación, los incendios de napalm pueden crear una atmósfera de más del 20 % de monóxido de carbono y tormentas ígneas con vientos que se perpetúan a sí mismos de hasta 110 kilómetros por hora.
El napalm es eficaz contra el personal enemigo atrincherado. La composición incendiaria en llamas fluye hacia trincheras, túneles, búnkers, zanjas de drenaje e irrigación y otros refugios de tropas improvisados. Incluso las personas en refugios sin daños pueden morir por hipertermia, calor radiante, deshidratación, asfixia, exposición al humo o envenenamiento por monóxido de carbono.
Una bomba incendiaria lanzada desde un avión en vuelo bajo puede dañar un área de 2100 metros cuadrados.

## Derecho internacional
El derecho internacional no prohíbe específicamente el uso de napalm u otros incendiarios contra objetivos militares, pero el uso contra poblaciones civiles fue prohibido por la Convención sobre Ciertas Armas Convencionales (CCW) de la ONU en 1980. El Protocolo III de la CCW restringe el uso de todas las armas incendiarias, pero varios países no se han adherido a todos los protocolos de la CCW. Según el Instituto Internacional de Investigación para la Paz de Estocolmo (SIPRI), los países se consideran parte de la convención, que entró en vigor como derecho internacional en diciembre de 1983, siempre que ratifiquen al menos dos de los cinco protocolos. Aproximadamente 25 años después de que la Asamblea General lo adoptara, se informó que EE. UU. lo firmó el 21 de enero de 2009, el primer día completo en el cargo del presidente Barack Obama. Su ratificación está sujeta a una reserva que dice que el tratado puede ignorarse si salva vidas civiles. La ONU también ha reconocido que Estados Unidos ratificó la CCW en marzo de 1995, 13 años después de que el país se convirtiera en signatario de la misma.